# Muang Viangphoukha
Muang Viangphoukha är ett distrikt i Laos.   Det ligger i provinsen Luang Namtha, i den nordvästra delen av landet, 300 km nordväst om huvudstaden Vientiane.